# Euro Hockey League 2013-2014
Navigation
2012-2013 2014-2015
L’Euro Hockey League 2013-2014 est la 7e édition de l'Euro Hockey League. Elle oppose les 24 meilleures équipes européennes. Le Harvestehuder THC (de) remporte la compétition pour sa première participation.

## Déroulement du Tournoi
La compétition se déroule en deux phases. Lors de la première phase, les vingt quatre équipes participantes sont réparties dans huit groupes. Les deux premières sont qualifiées pour les 1/8 de finale (KO 16)
- Une victoire rapporte 5 points
- Un nul 2 points
- Une défaite par 2 buts ou moins d'écart 1 point
- Une défaite par plus de 2 buts d'écart 0 point

À partir des huitièmes de finale, la compétition devient une compétition à élimination directe.

## Équipes
Pour la Saison 2013/2014
Les pays placés parmi les quatre premiers du classement européen peuvent engager 3 équipes :
- Pays-Bas : HC Rotterdam, Oranje Zwart et SV Kampong
- Allemagne : Rot-Weiss Köln, Uhlenhorst Mulheim et Harvestehuder THC
- Belgique : Waterloo Ducks HC, KHC Dragons et RC Bruxelles
- Angleterre : Reading HC, Surbiton HC et Beeston HC

Ceux classés entre la 5e et la 8e place peuvent engager 2 équipes :
- Espagne : Real Club de Polo de Barcelona et Club de Campo
- Russie : Kazan Dinamo HC et Dinamo Elektrostal
- Pologne : Poznań Grunwald et AZS Poznań
- France : Lille MHC et Saint Germain HC

Ceux classés entre la 9e et la 12e place peuvent engager 1 équipe :
- Écosse : Kelburne HC
- Autriche : SV Arminen
- Biélorussie : SC Stroitel Brest
- Pays de Galles : Cardiff & Met

## Phase de Poule

### Groupe A
Les matchs ont lieu du 25 au 27 octobre 2013 à Lille (France).
| Pays | Équipes      | Score | Équipes    | Pays |
| ---- | ------------ | ----- | ---------- | ---- |
|      | HC Rotterdam | 4 - 1 | Lille MHC  |      |
|      | HC Rotterdam | 4 - 1 | Reading HC |      |
|      | Reading HC   | 3 - 0 | Lille MHC  |      |

| Rang | Pays | Équipe       | Points | Joués | Gagnés | Nul | Perdu (écart ≤2 buts) | Perdus (écart >2 buts) | But Pour | But Contre | Différence |
| ---- | ---- | ------------ | ------ | ----- | ------ | --- | --------------------- | ---------------------- | -------- | ---------- | ---------- |
| 1    |      | HC Rotterdam | 10     | 2     | 2      | 0   | 0                     | 0                      | 8        | 2          | +6         |
| 2    |      | Reading HC   | 5      | 2     | 1      | 0   | 0                     | 1                      | 4        | 4          | 0          |
| 3    |      | Lille MHC    | 0      | 2     | 0      | 0   | 0                     | 2                      | 1        | 7          | -6         |

### Groupe B
Les matchs ont lieu du 25 au 27 octobre 2013 à Lille (France).
| Pays | Équipes        | Score  | Équipes           | Pays |
| ---- | -------------- | ------ | ----------------- | ---- |
|      | Rot-Weiss Köln | 5 - 1  | SC Stroitel Brest |      |
|      | SV Kampong     | 14 - 0 | SC Stroitel Brest |      |
|      | Rot-Weiss Köln | 2 - 4  | SV Kampong        |      |

| Rang | Pays | Équipe            | Points | Joués | Gagnés | Nul | Perdu (écart ≤2 buts) | Perdus (écart >2 buts) | But Pour | But Contre | Différence |
| ---- | ---- | ----------------- | ------ | ----- | ------ | --- | --------------------- | ---------------------- | -------- | ---------- | ---------- |
| 1    |      | SV Kampong        | 10     | 2     | 2      | 0   | 0                     | 0                      | 18       | 2          | +16        |
| 2    |      | Rot-Weiss Köln    | 6      | 2     | 1      | 0   | 1                     | 0                      | 7        | 5          | +2         |
| 3    |      | SC Stroitel Brest | 0      | 2     | 0      | 0   | 0                     | 2                      | 1        | 19         | -18        |

### Groupe C
Les matchs ont lieu du 25 au 27 octobre 2013 à Lille (France).
| Pays | Équipes            | Score | Équipes            | Pays |
| ---- | ------------------ | ----- | ------------------ | ---- |
|      | Waterloo Ducks HC  | 3 - 1 | AZS Poznań         |      |
|      | Uhlenhorst Mulheim | 3 - 0 | AZS Poznań         |      |
|      | Waterloo Ducks HC  | 3 - 1 | Uhlenhorst Mulheim |      |

| Rang | Pays | Équipe             | Points | Joués | Gagnés | Nul | Perdu (écart ≤2 buts) | Perdus (écart >2 buts) | But Pour | But Contre | Différence |
| ---- | ---- | ------------------ | ------ | ----- | ------ | --- | --------------------- | ---------------------- | -------- | ---------- | ---------- |
| 1    |      | Waterloo Ducks HC  | 10     | 2     | 2      | 0   | 0                     | 0                      | 6        | 2          | +4         |
| 2    |      | Uhlenhorst Mulheim | 6      | 2     | 1      | 0   | 1                     | 0                      | 4        | 3          | +1         |
| 3    |      | AZS Poznań         | 1      | 2     | 0      | 0   | 1                     | 1                      | 1        | 6          | -5         |

### Groupe D
Les matchs ont lieu du 11 au 13 octobre 2013 à Barcelone (Espagne).
| Pays | Équipes           | Score | Équipes           | Pays |
| ---- | ----------------- | ----- | ----------------- | ---- |
|      | Beeston HC        | 3 - 1 | Cardiff & Met     |      |
|      | Harvestehuder THC | 9 - 1 | Cardiff & Met     |      |
|      | Beeston HC        | 2 - 3 | Harvestehuder THC |      |

| Rang | Pays | Équipe            | Points | Joués | Gagnés | Nul | Perdu (écart ≤2 buts) | Perdus (écart >2 buts) | But Pour | But Contre | Différence |
| ---- | ---- | ----------------- | ------ | ----- | ------ | --- | --------------------- | ---------------------- | -------- | ---------- | ---------- |
| 1    |      | Harvestehuder THC | 10     | 2     | 2      | 0   | 0                     | 0                      | 12       | 3          | +9         |
| 2    |      | Beeston HC        | 6      | 2     | 1      | 0   | 1                     | 0                      | 5        | 4          | +1         |
| 3    |      | Cardiff & Met     | 1      | 2     | 0      | 0   | 1                     | 1                      | 2        | 12         | -10        |

### Groupe E
Les matchs ont lieu du 11 au 13 octobre 2013 à Barcelone (Espagne).
| Pays | Équipes                        | Score | Équipes     | Pays |
| ---- | ------------------------------ | ----- | ----------- | ---- |
|      | Surbiton HC                    | 5 - 0 | SV Arminen  |      |
|      | Real Club de Polo de Barcelona | 3 - 1 | SV Arminen  |      |
|      | Real Club de Polo de Barcelona | 3 - 0 | Surbiton HC |      |

| Rang | Pays | Équipe                         | Points | Joués | Gagnés | Nul | Perdu (écart ≤2 buts) | Perdus (écart >2 buts) | But Pour | But Contre | Différence |
| ---- | ---- | ------------------------------ | ------ | ----- | ------ | --- | --------------------- | ---------------------- | -------- | ---------- | ---------- |
| 1    |      | Real Club de Polo de Barcelona | 10     | 2     | 2      | 0   | 0                     | 0                      | 6        | 1          | +5         |
| 2    |      | Surbiton HC                    | 5      | 2     | 1      | 0   | 0                     | 1                      | 5        | 3          | +2         |
| 3    |      | SV Arminen                     | 1      | 2     | 0      | 0   | 1                     | 1                      | 1        | 8          | -7         |

### Groupe F
Les matchs ont lieu du 11 au 13 octobre 2013 à Barcelone (Espagne).
| Pays | Équipes         | Score | Équipes       | Pays |
| ---- | --------------- | ----- | ------------- | ---- |
|      | Kazan Dinamo HC | 1 - 1 | Club de Campo |      |
|      | KHC Dragons     | 1 - 2 | Club de Campo |      |
|      | Kazan Dinamo HC | 0 - 3 | KHC Dragons   |      |

| Rang | Pays | Équipe          | Points | Joués | Gagnés | Nul | Perdu (écart ≤2 buts) | Perdus (écart >2 buts) | But Pour | But Contre | Différence |
| ---- | ---- | --------------- | ------ | ----- | ------ | --- | --------------------- | ---------------------- | -------- | ---------- | ---------- |
| 1    |      | Club de Campo   | 7      | 2     | 1      | 1   | 0                     | 0                      | 3        | 2          | +1         |
| 2    |      | KHC Dragons     | 6      | 2     | 1      | 0   | 1                     | 0                      | 4        | 2          | +2         |
| 3    |      | Kazan Dinamo HC | 2      | 2     | 0      | 1   | 0                     | 1                      | 1        | 4          | -3         |

### Groupe G
Les matchs ont lieu du 11 au 13 octobre 2013 à Barcelone (Espagne).
| Pays | Équipes         | Score | Équipes      | Pays |
| ---- | --------------- | ----- | ------------ | ---- |
|      | Oranje Zwart    | 6 - 0 | Kelburne HC  |      |
|      | Poznań Grunwald | 1 - 4 | Oranje Zwart |      |
|      | Poznań Grunwald | 4 - 1 | Kelburne HC  |      |

| Rang | Pays | Équipe          | Points | Joués | Gagnés | Nul | Perdu (écart ≤2 buts) | Perdus (écart >2 buts) | But Pour | But Contre | Différence |
| ---- | ---- | --------------- | ------ | ----- | ------ | --- | --------------------- | ---------------------- | -------- | ---------- | ---------- |
| 1    |      | Oranje Zwart    | 10     | 2     | 2      | 0   | 0                     | 0                      | 10       | 1          | +9         |
| 2    |      | Poznań Grunwald | 5      | 2     | 1      | 0   | 0                     | 1                      | 5        | 5          | 0          |
| 3    |      | Kelburne HC     | 0      | 2     | 0      | 0   | 0                     | 2                      | 1        | 10         | -9         |

### Groupe H
Les matchs ont lieu du 25 au 27 octobre 2013 à Lille (France).
| Pays | Équipes          | Score | Équipes            | Pays |
| ---- | ---------------- | ----- | ------------------ | ---- |
|      | Saint Germain HC | 3 - 3 | Dinamo Elektrostal |      |
|      | RC Bruxelles     | 6 - 2 | Dinamo Elektrostal |      |
|      | Saint Germain HC | 1 - 3 | RC Bruxelles       |      |

| Rang | Pays | Équipe             | Points | Joués | Gagnés | Nul | Perdu (écart ≤2 buts) | Perdus (écart >2 buts) | But Pour | But Contre | Différence |
| ---- | ---- | ------------------ | ------ | ----- | ------ | --- | --------------------- | ---------------------- | -------- | ---------- | ---------- |
| 1    |      | RC Bruxelles       | 10     | 2     | 2      | 0   | 0                     | 0                      | 9        | 3          | +6         |
| 2    |      | Saint Germain HC   | 3      | 2     | 0      | 1   | 1                     | 0                      | 4        | 6          | -2         |
| 3    |      | Dinamo Elektrostal | 2      | 2     | 0      | 1   | 0                     | 1                      | 5        | 9          | -4         |

## Phase finale

### Qualifiés pour la Phase finale
| Groupe   | 1er du Groupe                  | 2e du Groupe       |
| -------- | ------------------------------ | ------------------ |
| Groupe A | HC Rotterdam                   | Reading HC         |
| Groupe B | SV Kampong                     | Rot-Weiss Köln     |
| Groupe C | Waterloo Ducks HC              | Uhlenhorst Mulheim |
| Groupe D | Harvestehuder THC              | Beeston HC         |
| Groupe E | Real Club de Polo de Barcelona | Surbiton HC        |
| Groupe F | Club de Campo                  | KHC Dragons        |
| Groupe G | Oranje Zwart                   | Poznań Grunwald    |
| Groupe H | RC Bruxelles                   | Saint Germain HC   |

### Tableau final
Le club d'Orange Zwart, basé à Eindhoven accueille les phases finales entre le 16 et le 21 avril 2014. En effet, pour la première fois, l'intégralité des phases finales a lieu le même week-end.
|  | Huitièmes de finale            | Huitièmes de finale      |                                |                            | Quarts de finale           | Quarts de finale         |   |  | Demi-finales             | Demi-finales             |  |  | Finale                     | Finale                     |
|  | Huitièmes de finale            | Huitièmes de finale      |                                |                            | Quarts de finale           | Quarts de finale         |   |  | Demi-finales             | Demi-finales             |  |  | Finale                     | Finale                     |
|  |                                |                          |                                |                            |                            |                          |   |  |                          |                          |  |  |                            |                            |
|  | Mercredi 16 avril, 14h         | Mercredi 16 avril, 14h   |                                |                            | Vendredi 18 avril, 11h30   | Vendredi 18 avril, 11h30 |   |  | Dimanche 20 avril, 11h00 | Dimanche 20 avril, 11h00 |  |  | Lundi 21 avril 2014, 14h30 | Lundi 21 avril 2014, 14h30 |
|  | Mercredi 16 avril, 14h         | Mercredi 16 avril, 14h   |                                |                            | Vendredi 18 avril, 11h30   | Vendredi 18 avril, 11h30 |   |  | Dimanche 20 avril, 11h00 | Dimanche 20 avril, 11h00 |  |  | Lundi 21 avril 2014, 14h30 | Lundi 21 avril 2014, 14h30 |
|  | Harvestehuder THC              | 1                        |                                |                            | Vendredi 18 avril, 11h30   | Vendredi 18 avril, 11h30 |   |  | Dimanche 20 avril, 11h00 | Dimanche 20 avril, 11h00 |  |  | Lundi 21 avril 2014, 14h30 | Lundi 21 avril 2014, 14h30 |
|  | Harvestehuder THC              | 1                        |                                |                            | Vendredi 18 avril, 11h30   | Vendredi 18 avril, 11h30 |   |  | Dimanche 20 avril, 11h00 | Dimanche 20 avril, 11h00 |  |  | Lundi 21 avril 2014, 14h30 | Lundi 21 avril 2014, 14h30 |
|  | Uhlenhorst Mulheim             | 0                        |                                |                            | Vendredi 18 avril, 11h30   | Vendredi 18 avril, 11h30 |   |  | Dimanche 20 avril, 11h00 | Dimanche 20 avril, 11h00 |  |  | Lundi 21 avril 2014, 14h30 | Lundi 21 avril 2014, 14h30 |
|  | Uhlenhorst Mulheim             | 0                        | Harvestehuder THC              | 4                          |                            |                          |   |  | Dimanche 20 avril, 11h00 | Dimanche 20 avril, 11h00 |  |  | Lundi 21 avril 2014, 14h30 | Lundi 21 avril 2014, 14h30 |
|  | Mercredi 16 avril, 11h30       |                          | Harvestehuder THC              | 4                          |                            |                          |   |  | Dimanche 20 avril, 11h00 | Dimanche 20 avril, 11h00 |  |  | Lundi 21 avril 2014, 14h30 | Lundi 21 avril 2014, 14h30 |
|  |                                | Club de Campo            | 1                              |                            |                            |                          |   |  | Dimanche 20 avril, 11h00 | Dimanche 20 avril, 11h00 |  |  | Lundi 21 avril 2014, 14h30 | Lundi 21 avril 2014, 14h30 |
|  | Club de Campo                  | Club de Campo            | 1                              | 5                          |                            |                          |   |  | Dimanche 20 avril, 11h00 | Dimanche 20 avril, 11h00 |  |  | Lundi 21 avril 2014, 14h30 | Lundi 21 avril 2014, 14h30 |
|  | Club de Campo                  | Vendredi 18 avril, 14h00 |                                | 5                          |                            |                          |   |  | Dimanche 20 avril, 11h00 | Dimanche 20 avril, 11h00 |  |  | Lundi 21 avril 2014, 14h30 | Lundi 21 avril 2014, 14h30 |
|  | Saint Germain HC               | 0                        |                                |                            |                            |                          |   |  | Dimanche 20 avril, 11h00 | Dimanche 20 avril, 11h00 |  |  | Lundi 21 avril 2014, 14h30 | Lundi 21 avril 2014, 14h30 |
|  | Saint Germain HC               | 0                        | Harvestehuder THC              | 3                          |                            |                          |   |  |                          |                          |  |  | Lundi 21 avril 2014, 14h30 | Lundi 21 avril 2014, 14h30 |
|  | Jeudi 17 avril, 14h            |                          | Harvestehuder THC              | 3                          |                            |                          |   |  |                          |                          |  |  | Lundi 21 avril 2014, 14h30 | Lundi 21 avril 2014, 14h30 |
|  |                                | RC Bruxelles             | 2                              |                            |                            |                          |   |  |                          |                          |  |  | Lundi 21 avril 2014, 14h30 | Lundi 21 avril 2014, 14h30 |
|  | RC Bruxelles                   | RC Bruxelles             | 2                              | 2 (3)                      |                            |                          |   |  |                          |                          |  |  | Lundi 21 avril 2014, 14h30 | Lundi 21 avril 2014, 14h30 |
|  | RC Bruxelles                   | Dimanche 20 avril, 14h00 |                                | 2 (3)                      |                            |                          |   |  |                          |                          |  |  | Lundi 21 avril 2014, 14h30 | Lundi 21 avril 2014, 14h30 |
|  | Rot-Weiss Köln                 | 2 (2)                    |                                |                            |                            |                          |   |  |                          |                          |  |  | Lundi 21 avril 2014, 14h30 | Lundi 21 avril 2014, 14h30 |
|  | Rot-Weiss Köln                 | 2 (2)                    | RC Bruxelles                   | 4                          |                            |                          |   |  |                          |                          |  |  | Lundi 21 avril 2014, 14h30 | Lundi 21 avril 2014, 14h30 |
|  | Jeudi 17 avril, 16h30          |                          | RC Bruxelles                   | 4                          |                            |                          |   |  |                          |                          |  |  | Lundi 21 avril 2014, 14h30 | Lundi 21 avril 2014, 14h30 |
|  |                                | Waterloo Ducks HC        | 2                              |                            |                            |                          |   |  |                          |                          |  |  | Lundi 21 avril 2014, 14h30 | Lundi 21 avril 2014, 14h30 |
|  | Waterloo Ducks HC              | Waterloo Ducks HC        | 2                              | 4                          |                            |                          |   |  |                          |                          |  |  | Lundi 21 avril 2014, 14h30 | Lundi 21 avril 2014, 14h30 |
|  | Waterloo Ducks HC              | Vendredi 18 avril, 19h00 |                                | 4                          |                            |                          |   |  |                          |                          |  |  | Lundi 21 avril 2014, 14h30 | Lundi 21 avril 2014, 14h30 |
|  | Beeston HC                     | 3                        |                                |                            |                            |                          |   |  |                          |                          |  |  | Lundi 21 avril 2014, 14h30 | Lundi 21 avril 2014, 14h30 |
|  | Beeston HC                     | 3                        | Harvestehuder THC              | 2 (3)                      |                            |                          |   |  |                          |                          |  |  |                            |                            |
|  | Jeudi 17 avril, 11h30          |                          | Harvestehuder THC              | 2 (3)                      |                            |                          |   |  |                          |                          |  |  |                            |                            |
|  |                                | Oranje Zwart             | 2 (1)                          |                            |                            |                          |   |  |                          |                          |  |  |                            |                            |
|  | Real Club de Polo de Barcelona | Oranje Zwart             | 2 (1)                          | 4                          |                            |                          |   |  |                          |                          |  |  |                            |                            |
|  | Real Club de Polo de Barcelona |                          |                                | 4                          |                            |                          |   |  |                          |                          |  |  |                            |                            |
|  | Reading HC                     | 2                        |                                |                            |                            |                          |   |  |                          |                          |  |  |                            |                            |
|  | Reading HC                     | 2                        | Real Club de Polo de Barcelona | 0 (1)                      |                            |                          |   |  |                          |                          |  |  |                            |                            |
|  | Jeudi 17 avril, 19h            |                          | Real Club de Polo de Barcelona | 0 (1)                      |                            |                          |   |  |                          |                          |  |  |                            |                            |
|  |                                | Oranje Zwart             | 0 (3)                          |                            |                            |                          |   |  |                          |                          |  |  |                            |                            |
|  | Oranje Zwart                   | Oranje Zwart             | 0 (3)                          | 3                          |                            |                          |   |  |                          |                          |  |  |                            |                            |
|  | Oranje Zwart                   | Vendredi 18 avril, 16h30 |                                | 3                          |                            |                          |   |  |                          |                          |  |  |                            |                            |
|  | Surbiton HC                    | 1                        |                                |                            |                            |                          |   |  |                          |                          |  |  |                            |                            |
|  | Surbiton HC                    | 1                        | Oranje Zwart                   | 3                          |                            |                          |   |  |                          |                          |  |  |                            |                            |
|  | Mercredi 16 avril, 19h         |                          | Oranje Zwart                   | 3                          |                            |                          |   |  |                          |                          |  |  |                            |                            |
|  |                                | KHC Dragons              | 0                              |                            |                            |                          |   |  |                          |                          |  |  |                            |                            |
|  | SV Kampong                     | KHC Dragons              | 0                              | 2 (3)                      |                            |                          |   |  |                          |                          |  |  |                            |                            |
|  | SV Kampong                     |                          |                                | 2 (3)                      |                            |                          |   |  |                          |                          |  |  |                            |                            |
|  | KHC Dragons                    | 2 (4)                    |                                | Match pour la 3e place     | Match pour la 3e place     |                          |   |  |                          |                          |  |  |                            |                            |
|  | KHC Dragons                    | 2 (4)                    | KHC Dragons                    | Match pour la 3e place     | Match pour la 3e place     | 1                        |   |  |                          |                          |  |  |                            |                            |
|  | Mercredi 16 avril, 16h30       | Mercredi 16 avril, 16h30 | KHC Dragons                    | Lundi 21 avril 2014, 12h00 | Lundi 21 avril 2014, 12h00 | 1                        |   |  |                          |                          |  |  |                            |                            |
|  | Mercredi 16 avril, 16h30       | Mercredi 16 avril, 16h30 |                                | Lundi 21 avril 2014, 12h00 | Lundi 21 avril 2014, 12h00 | HC Rotterdam             | 0 |  |                          |                          |  |  |                            |                            |
|  | HC Rotterdam                   | 6                        | RC Bruxelles                   | 1                          |                            | HC Rotterdam             | 0 |  |                          |                          |  |  |                            |                            |
|  | HC Rotterdam                   | 6                        | RC Bruxelles                   | 1                          |                            |                          |   |  |                          |                          |  |  |                            |                            |
|  | Poznan Grunwald                | 1                        |                                | KHC Dragons                | 2                          |                          |   |  |                          |                          |  |  |                            |                            |
|  | Poznan Grunwald                | 1                        |                                | KHC Dragons                | 2                          |                          |   |  |                          |                          |  |  |                            |                            |

### Classement Final
| Place              | Équipe                         | Résultat                      |
| ------------------ | ------------------------------ | ----------------------------- |
| Médaille d'or      | Harvestehuder THC              | Vainqueur                     |
| Médaille d'argent  | Oranje Zwart                   | Finaliste                     |
| Médaille de bronze | KHC Dragons                    | Vainqueur Match pour 3e Place |
| 4                  | RC Bruxelles                   | Perdant Match pour 3e Place   |
| 5                  | Club de Campo                  | Éliminé en 1/4 de finale      |
| 5                  | Waterloo Ducks HC              | Éliminé en 1/4 de finale      |
| 5                  | Real Club de Polo de Barcelona | Éliminé en 1/4 de finale      |
| 5                  | HC Rotterdam                   | Éliminé en 1/4 de finale      |
| 9                  | Uhlenhorst Mulheim             | Éliminé en 1/8 de finale      |
| 9                  | Saint Germain HC               | Éliminé en 1/8 de finale      |
| 9                  | Rot-Weiss Köln                 | Éliminé en 1/8 de finale      |
| 9                  | Beeston HC                     | Éliminé en 1/8 de finale      |
| 9                  | Reading HC                     | Éliminé en 1/8 de finale      |
| 9                  | Surbiton HC                    | Éliminé en 1/8 de finale      |
| 9                  | SV Kampong                     | Éliminé en 1/8 de finale      |
| 9                  | Poznań Grunwald                | Éliminé en 1/8 de finale      |
| 17                 | Lille MHC                      | Éliminé au 1er tour           |
| 17                 | SC Stroitel Brest              | Éliminé au 1er tour           |
| 17                 | AZS Poznań                     | Éliminé au 1er tour           |
| 17                 | Cardiff & Met                  | Éliminé au 1er tour           |
| 17                 | SV Arminen                     | Éliminé au 1er tour           |
| 17                 | Kazan Dinamo HC                | Éliminé au 1er tour           |
| 17                 | Kelburne HC                    | Éliminé au 1er tour           |
| 17                 | Dinamo Elektrostal             | Éliminé au 1er tour           |